# Most Maślicki
Most Maślicki – most przez Ślęzę wybudowany we Wrocławiu po II wojnie światowej na miejscu poprzedniego zniszczonego podczas działań wojennych.
Pierwsze wzmianki źródłowe o przeprawie w tym miejscu pochodzą z XII w. W 1896 r. zbudowano w tym miejscu most stalowy systemem Schwedlera o przęsłach kratowych z górnym pasem parabolicznym, wspartych na masywnych przyczółkach. Został zniszczony podczas oblężenia miasta w 1945 r. (Festung Breslau).
Po zakończeniu II wojny światowej funkcjonował prowizoryczny most drewniany, dwuprzęsłowy z dźwigarami stalowymi. W 1970 r. został zastąpiony przez belkowy trzyprzęsłowy, którego ustrój nośny wykonano z typowych belek kablobetonowych, prefabrykowanych.
Przez most przebiegają cztery linie autobusowe komunikacji miejskiej: 101, 102, 103, 104.